# Bithia jacentkovskyi
Bithia jacentkovskyi är en tvåvingeart som först beskrevs av Villeneuve 1937.  Bithia jacentkovskyi ingår i släktet Bithia och familjen parasitflugor. Inga underarter finns listade i Catalogue of Life.